# 腓特烈·克里斯蒂安 (紹姆堡-利珀)
腓特烈·克里斯蒂安（德語：Friedrich Christian，1655年8月16日—1728年6月13日），紹姆堡-利珀伯爵，腓力一世之子，1681年至1728年在位。

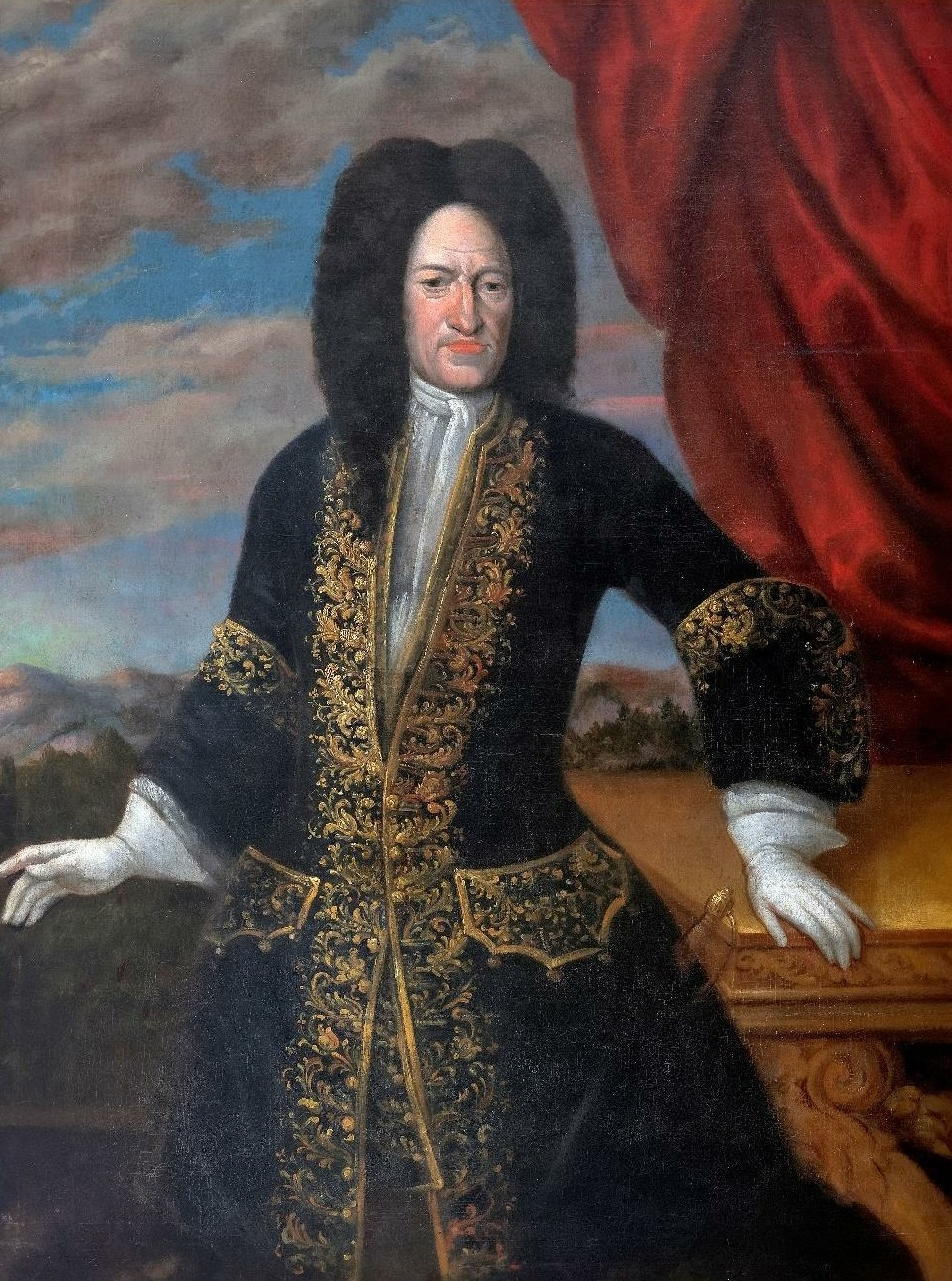
腓特烈·克里斯蒂安

## 家庭
1691年，腓特烈·克里斯蒂安與霍恩洛厄-朗根堡伯爵海因里希·腓特烈的女兒約翰娜·索菲結婚，兩人共有兩個兒子：
1. 阿爾布雷希特·沃夫岡（1699年—1748年）
2. 腓特烈（1702年—1776年）